# Córdoba
 "Cordoba" omdirigeres hertil. For andre betydninger af Cordoba, se Cordoba (flertydig).
Córdoba er en by i Andalusien i Spanien med berømte mauriske bygningsværker.
Byen er en af de ældste i Spanien, og blev grundlagt før romernes tid. Den var hovedstad i Hispania Baetica, og Seneca og Lucan blev født der. Efter den muslimske erobring blev Cordoba til hovedstad i al-Andalus. Den var et vigtigt kulturcentrum – hjem for filosofferne Averroes og Maimonides – og muligvis den mest folkerige by i verden dengang. Under Reconquista'en, den kristne generobring, faldt byen til de kristne i 1236.
Byens historiske centrum er på UNESCOs Verdensarvsliste.